# Перегонівська сільська територіальна громада
Перегонівська сільська громада — територіальна громада в Україні, в Голованівському районі Кіровоградської області. Адміністративний центр — село Перегонівка.
Площа громади — 189,5 км², населення — 4 584 мешканці (2020).

## Населені пункти
У складі громади 1 селище (Лісне) і 9 сіл:
- Давидівка
- Крутеньке
- Лебединка
- Лещівка
- Перегонівка
- Полонисте
- Семидуби
- Табанове
- Тернове